# Undefeated (Jason Derulo)
Undefeated è un singolo del cantante statunitense Jason Derulo, il quinto estratto dal secondo album in studio Future History e pubblicato il 18 maggio 2012.

## Tracce
Download digitale
1. Undefeated – 3:36

CD singolo (Germania)
1. Undefeated – 3:36
2. Undefeated (Michael Mind Project Remix) – 6:14

## Classifiche
| Classifica (2012) | Posizione massima |
| ----------------- | ----------------- |
| Australia         | 14                |
| Australia (urban) | 5                 |
| Nuova Zelanda     | 26                |
| Stati Uniti       | 90                |